# Ken Leblanc
Kenneth „Ken“ Leblanc (* 13. Februar 1968 in Ottawa, Ontario) ist ein ehemaliger kanadischer Bobfahrer, der an den Olympischen Winterspielen 1988 in Calgary, den Olympischen Winterspielen 1992 in Albertville und den Olympischen Winterspielen 2002 in Salt Lake City teilnahm.
Er nahm erfolgreich an Weltmeisterschaften und internationalen Wettkämpfen im Bobfahren teil. Vor seiner Laufbahn im Viererbob war Leblanc als Leichtathlet im Juniorenbereich aktiv.

## Karriere

### Olympische Winterspiele
Ken Leblanc gehörte im Jahr 1988 in Calgary bei den Olympischen Winterspielen 1988 zum kanadischen Aufgebot im Viererbob. Zusammen mit seinen Mannschaftskameraden Andrew Swim, Howard Dell und Chris Lori absolvierte er den olympischen Wettkampf am 27. und 28. Februar 1988 auf der Bob- und Rennschlittenbahn im Canada Olympic Park und belegte im Bob Canada 1 den 15. Platz von 26 teilnehmenden Viererbobs mit einer Gesamtzeit von 3:50,37 min aus vier Wertungsläufen.
Leblanc nahm in Albertville an den Olympischen Winterspielen 1992 mit dem kanadischen Aufgebot im Viererbob teil. Zusammen mit seinen Mannschaftskameraden Chris Lori, Cal Langford und David MacEachern absolvierte er den olympischen Wettkampf am 21. und 22. Februar 1992 auf der Piste de La Plagne und belegte im Bob Canada 1 den 4. Platz von 31 teilnehmenden Viererbobs mit einer Gesamtzeit von 3:54,24 min aus vier Wertungsläufen.
Seine letzte Teilnahme bei Olympischen Winterspielen waren die in Salt Lake City ausgetragenen Wettkämpfe im Jahr 2002. Leblanc nahm mit dem kanadischen Aufgebot im Viererbob teil. Zusammen mit Pierre Lueders, Giulio Zardo und Pascal Caron absolvierte er den olympischen Wettkampf am 22. und 23. Februar 2002 auf dem Utah Olympic Park Track und belegte im Bob Canada 1 den 9. Platz von 33 teilnehmenden Viererbobs mit einer Gesamtzeit von 3:09,17 min aus vier Wertungsläufen.

### Weltmeisterschaften
An der 48. Bob-Weltmeisterschaft 1999 nahm Leblanc im Viererbob zusammen mit Pierre Lueders, Ben Hindle und Matt Hindle teil. Den Wettkampf in Cortina d’Ampezzo beendete er auf dem 3. Platz und dem Gewinn der Bronzemedaille.